# 古德朗库尔-莱皮埃尔蓬
古德朗库尔-莱皮埃尔蓬（法語：Goudelancourt-lès-Pierrepont，法語發音：[ɡudlɑ̃kuʁ lɛ pjɛʁpɔ̃]，意为“皮埃尔蓬附近的古德朗库尔”）是法国上法蘭西大區埃纳省的一个市镇，属于拉昂区。

## 地理
古德朗库尔-莱皮埃尔蓬（49°40'8"N, 3°51'17"E）面积8.73 平方千米，位于法国上法蘭西大區埃纳省，该省份为法国北部内陆省份，北起北部省，西接索姆省和瓦兹省，东临阿登省和马恩省，西南至塞纳-马恩省，东北部与比利时接壤
与古德朗库尔-莱皮埃尔蓬接壤的市镇（或旧市镇、城区）包括：比西莱皮埃尔蓬、屈里约、埃布洛、马什库尔、拉讷维尔-博斯蒙、圣皮埃尔蒙。

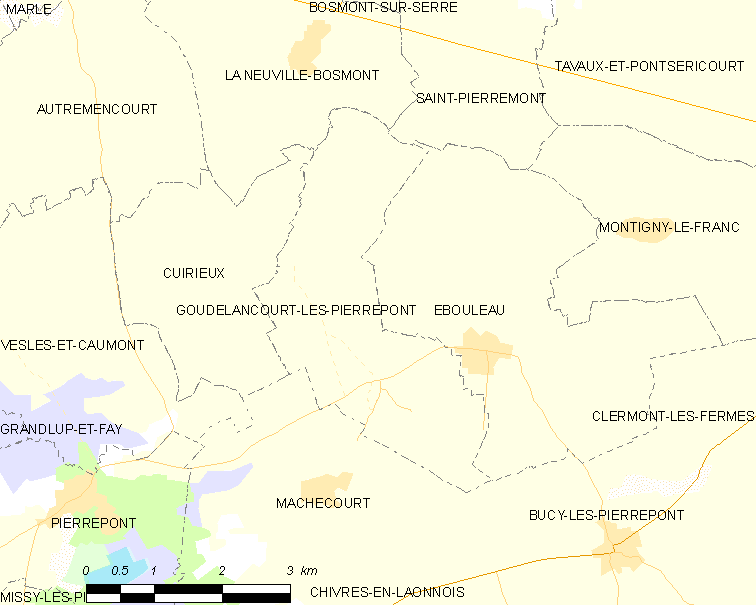
古德朗库尔-莱皮埃尔蓬的OSM定位图

古德朗库尔-莱皮埃尔蓬的时区为UTC+01:00、UTC+02:00（夏令时）。

## 行政
古德朗库尔-莱皮埃尔蓬的邮政编码为02350，INSEE市镇编码为02350。

## 政治
古德朗库尔-莱皮埃尔蓬所属的省级选区为埃纳河畔新城县。

## 人口

1962-2008年间古德朗库尔-莱皮埃尔蓬人口变化图示

古德朗库尔-莱皮埃尔蓬于2022年1月1日时的人口数量为141人。